# Zákonyi Ferenc
Zákonyi Ferenc (eredeti neve: Gruber Ferenc; 1934-ig) (Romonya, 1909. augusztus 28. – Balatonfüred, 1991. május 29.) jogász, helytörténész, Balaton-kutató.

## Életpályája
1911–1951 között Siófokon élt. Középiskoláját Pécsen végezte el. 1936-ban jogi diplomát szerzett Pécsen. 1937-ben államtudományból doktorált. 1937–1950 között segédjegyző, majd főjegyző volt Balatonszabadiban, Mezőkomáromban, Berhidán és Siófokon. 1946–1949 között Molnár István táncművésszel Balatoni Népfőiskola néven néprajzi irányú szabadiskolát szervezett. 1947-ben, Siófokon idegenforgalmi hivatalt segített létrehozni. 1951-ben Balatonfüredre költözött. 1951–1970 között a Veszprém Megyei Idegenforgalmi Hivatal vezetője volt. 1970-ben nyugdíjba vonult.

### Munkássága
Siófokon nevelkedett, ott ismerte meg a Balaton és vidékének életét, vált a táj múltjának és művelődéstörténetének szenvedélyes kutatójává. Siófoki Füzetek címen kiadványsorozatot indított. Több tucat útikalauzt írt és szerkesztett. Várak és műemlékek helyreállítását, emléktáblák és szobrok elhelyezését kezdeményezte. Legjelentősebb munkája a Balatonfüred című monográfia volt.
A balatonarácsi református temetőben temették el.

## Művei
- A Gyöngyösi csárda (Veszprém, 1956)
- A Balaton a magyar irodalomban (Veszprém, 1956)
- Veszprém megye a szabadságküzdelmekben (Veszprém, 1957)
- Balaton (Budapest, 1957)
- Tihany és környéke (Veszprém, 1958)
- A füredi Anna-bálok (Veszprém, 1959)
- Előadások a Balatonról és a Bakonyról (Veszprém, 1961)
- A vámosi csárda (Veszprém, 1967)
- Balatonfüred. Adalékok Balatonfüred történetéhez a kezdetektől 1945-ig (Veszprém, 1988)

## Díjai, kitüntetései
- a Közlekedési- és Postaügyi Miniszter Miniszteri elismerése (1966)
- a Magyar Műemlékvédelmért plakett (1973)
- Pro Natura emlékérem (1977)[6]
- Szocialista Kultúráért (1981)
- Balatonfüred díszpolgára (1986)
- Siófok díszpolgára (1991)[7]
- Balaton díj (1993, posztumusz)[6]
- Pro Turismo-díj[6]

## Emlékezete
Balatonfüreden utcanév, a füredi Balatoni Panteonban, és Siófokon, a Szabadság téren tábla őrzi emlékét.